# Liste des microprocesseurs Cyrix
Cette liste des microprocesseurs fabriqués par Cyrix  est triée par génération et année de sortie. Quand cela est possible, la désignation de chaque cœur (versions) du processeur est écrite entre parenthèses.

## Architectures d'origine Cyrix

### Coprocesseurs Cyrix FasMath

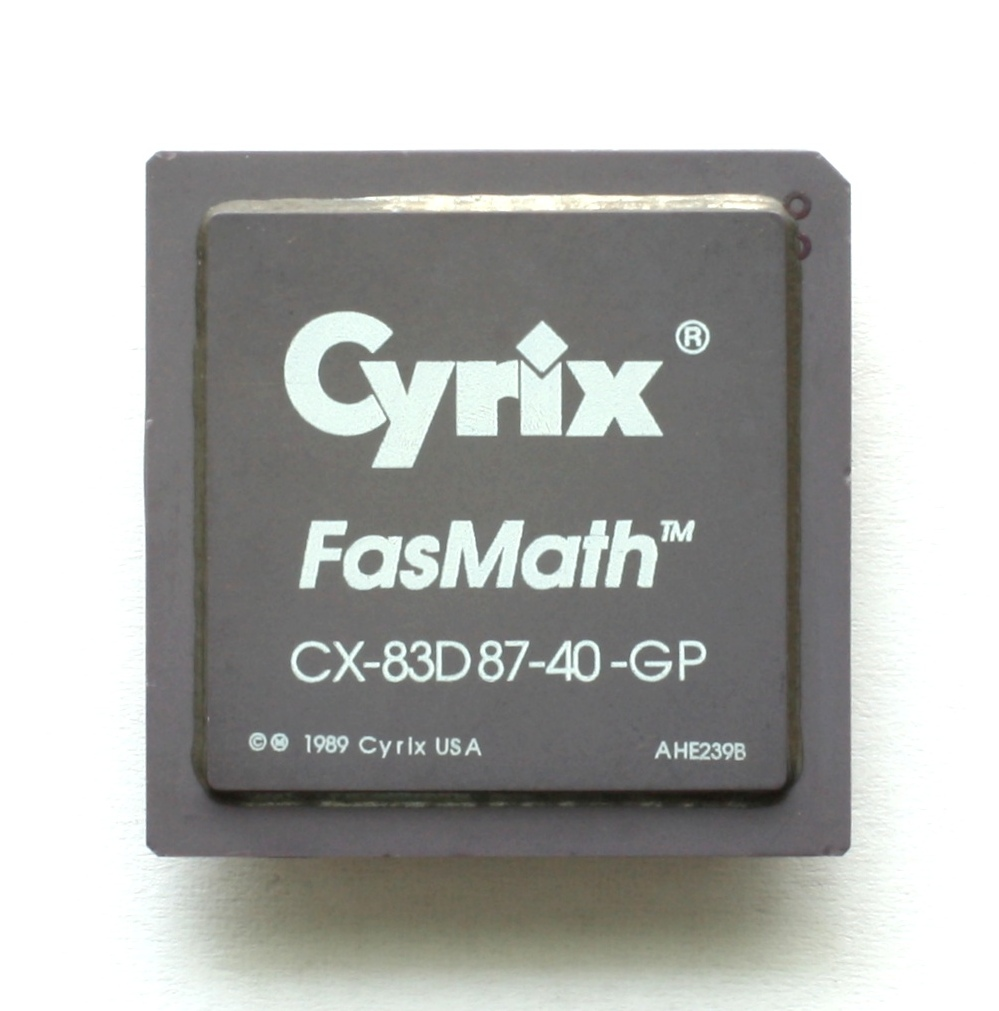
Cyrix FasMath

Le premier produit Cyrix pour le marché du PC était une coprocesseur arithmétique compatible x87. Le Cyrix FasMath 83D87 et 83S87 apparurent en 1989. Le FasMath apportait jusqu'à 50 % de performances en plus par rapport au Intel 80387. Le Cyrix FasMath 82S87, un compatible Intel 80287 fut créé en 1991 à partir du 83D87.

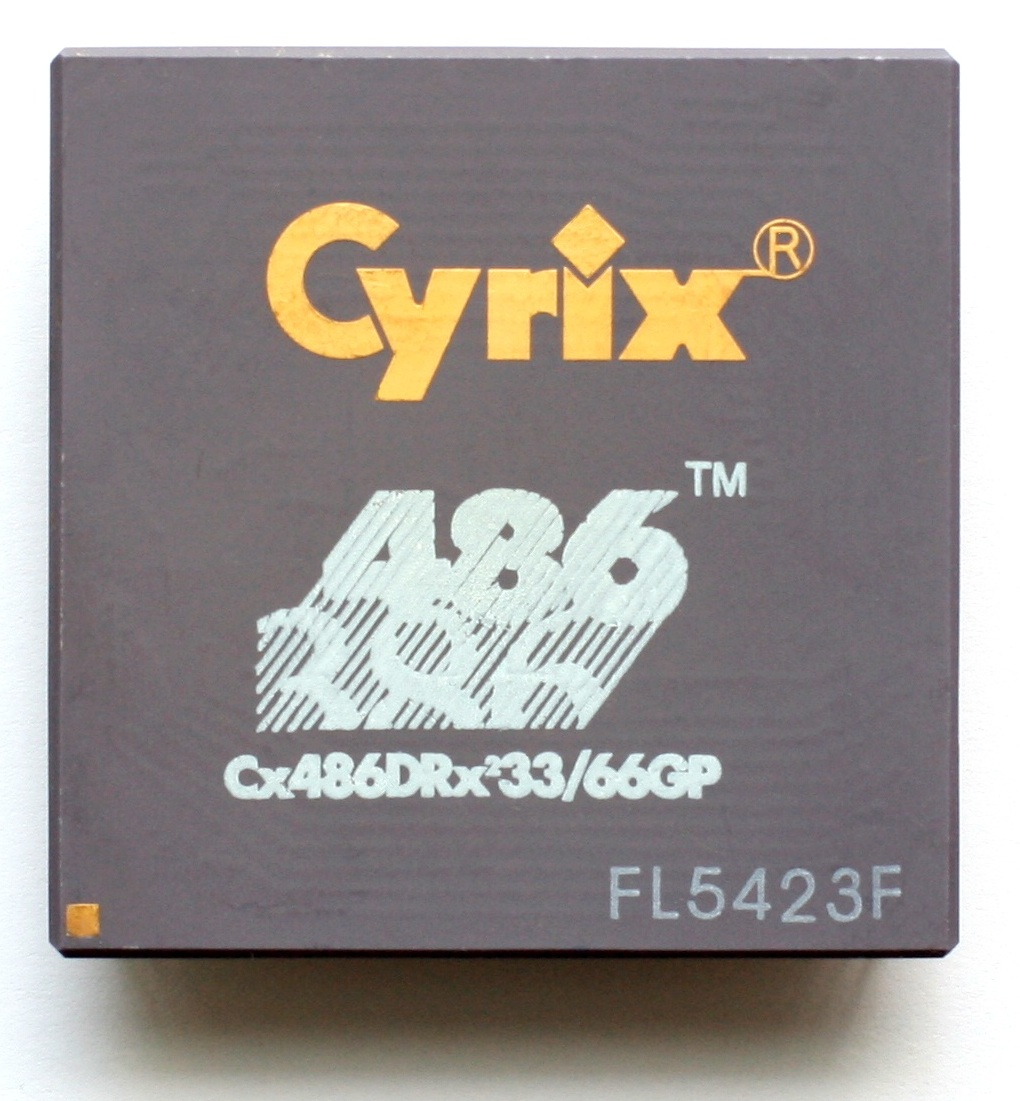
Cyrix Cx486DRx² Microprocessor.

### 486
Les premiers processeurs de la firme étaient le 486SLC (en) et le 486DLC (en), sortis en 1992. Malgré leur nom, ils étaient compatibles avec les plateformes 386SX et DX respectivement. Grâce à l'ajout de cache de niveau 1 en interne au processeur et au jeu d'instructions i486, leurs performances se trouvaient entre le 386 et l'Intel 80486. Ces processeurs étaient principalement utilisés pour mettre à niveau un vieux 386, et aussi pour les revendeurs de matériel informatique qui pouvaient transformer des 386, dont les ventes chutaient, en 486 bon marché. Ces processeurs furent largement critiqués par la presse spécialisée par le fait qu'ils n'apportaient pas les performances que suggéraient leur nom. Ces processeurs furent utilisés principalement dans des ordinateurs très bas de gamme et des PC portables.
Plus tard, Cyrix sortit le 486SRX2 et le 486DRX2 qui étaient plus ou moins des versions deux fois plus rapides que le SLC et le DLC et furent vendus exclusivement aux consommateurs comme mise à niveau de 386 vers 486.
Finalement, Cyrix pu sortir le Cyrix Cx486S et plus tard le Cyrix Cx486DX qui étaient compatibles avec les plateformes Intel 486. Cependant, ces processeurs sortirent après les 486 d'AMD et avaient des performances légèrement inférieures à celles des processeurs d'AMD et d'Intel, ce qui les relégua au rang de processeurs bas de gamme ou de mise à niveau.

### Cyrix 5x86
En 1995, étant donné que leur clone du Pentium n'était pas encore prêt, Cyrix répéta la même histoire en créant le Cyrix Cx5x86 (en) (M1sc) qui s'installait dans une carte mère Socket 3 en 3,3 V et fonctionnait à 80, 100, 120 ou 133 MHz, et avait des performances comparables à un Pentium à 75 MHz. Le Cx5x86 (M1sc) était une version bas de gamme de leur futur fleuron, le 6x86 (M1). Tout comme le Pentium Overdrive d'Intel, le Cx5x86 avait un bus 32 bits.
Contrairement au Am5x86 d'AMD qui n'était qu'un simple 486 avec un multiplicateur 4x et un nouveau nom, le Cx5x86 (M1sc) implémentait certaines instructions et fonctionnalités du Pentium.

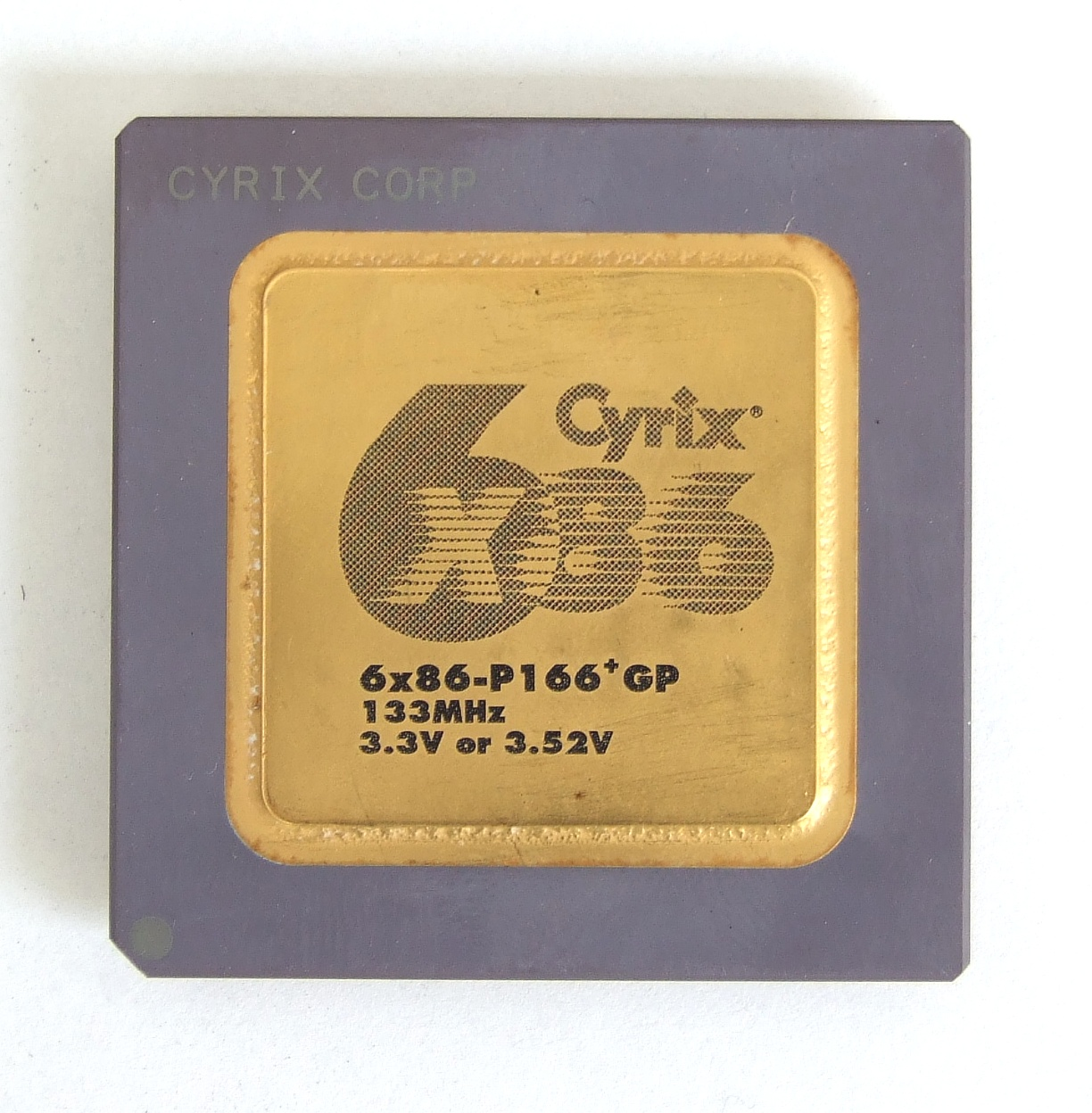
Cyrix 6x86-P166.

### Cyrix 6x86
Plus tard en 1995, Cyrix sortit son processeur le plus connu, le Cyrix 6x86 (M1). Ce processeur était conçu pour le Socket 5 d'Intel. Cependant, le 6x86 était beaucoup plus performant que le Pentium pour certaines tâches. De ce fait, les 6x86 eurent des noms tels que "P166+" indiquant qu'ils avaient des performances meilleures qu'un Pentium 166 MHz. D'ailleurs, ces 6x86 avaient une fréquence inférieure à celle du Pentium qu'il était supposé dépasser. Au départ Cyrix voulait exploiter ce gain de performances  pour vendre ses processeurs plus cher, mais le coprocesseur arithmétique du 6x86 n'était pas aussi rapide que celui du Pentium. La principale différence n'était pas une réelle différence de vitesse de calcul en interne, mais le manque d'un pipeline d'instructions. À cause de l'apparition des jeux de tir à la première personne en 3D, qui utilisaient massivement le coprocesseur arithmétique, Cyrix fut obligé de réduire ses prix. Le jeu causant le plus de problèmes au niveau des performances était le jeu Quake d'Id Software. Contrairement aux anciens jeux 3D, Quake utilisait le coprocesseur arithmétique du Pentium et le pipeline pour effectuer des calculs de correction de perspective en arrière-plan et le mapping des textures, permettant de faire en réalité deux tâches en même temps. Cela n'aurait pas été un problème pour le 6x86, si à cette époque, Quake avait un mode de calcul des textures sans utiliser la FPU, comme par exemple dans le jeu Descent. Cependant Id Software n'a pas inclus cela. Quake n'avait pas non plus d'option pour désactiver la correction de perspective, éliminant ainsi un éventuel gain de performances pour les processeurs avec un coprocesseur arithmétique faible. Ce gain n'aurait pas seulement bénéficié aux utilisateurs de ce processeur Cyrix, mais aussi aux utilisateurs du K5 d'AMD, et surtout aux utilisateurs du 486. Les optimisations de Quake pour le Pentium ne concernaient néanmoins pas que le coprocesseur arithmétique, cela concernait également beaucoup d'autres spécificités architecturales du Pentium, faussant encore plus les performances des autres processeurs, même en dehors des performances du coprocesseur arithmétique. Ce biais en faveur du Pentium permis d'améliorer la popularité des Pentiums auprès des joueurs PC.

### Cyrix 6x86L et 6x86MX
Le 6x86L est un 6x86 repensé pour consommer moins d'énergie, et le 6x86MX (M2) ajouta le jeu d'instructions MMX et un cache de niveau 1 plus grand. Le Cyrix MII, basé sur le 6x86MX, n'était rien de plus qu'un changement de nom pour améliorer les ventes face au Pentium II.

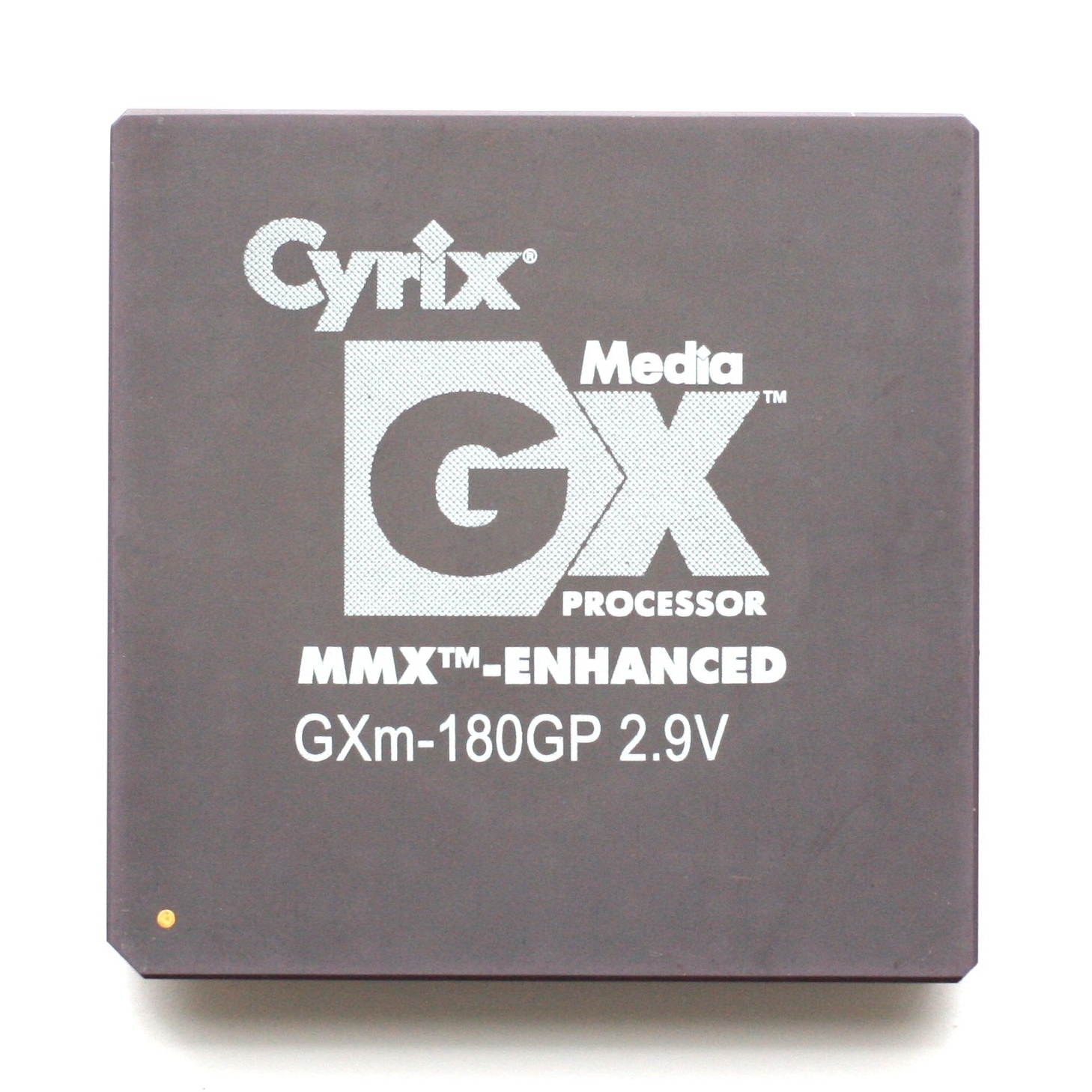
Cyrix MediaGX

### Cyrix MediaGX
En 1996, Cyrix sortit le processeur MediaGX, qui intégrait tous les principaux composants d'un PC, incluant le son et la vidéo, dans une seule puce. Initialement basé sur l'ancienne architecture 5x86 et allant à 120 ou 133 MHz, ses performances furent largement critiquées, mais son prix faible lui attribua tout de même le succès. Le MediaGX permit à Cyrix d'avoir enfin un contrat avec un constructeur : Compaq, qui l'implémenta dans ses Presario les plus bas de gamme (2100 et 2200). Cela mena Packard Bell à en faire de même, et qui permit à Cyrix de gagner un peu de crédibilité, Packard Bell ayant décidé d'installer ensuite des 6x86 dans ses eMachines.
Les derniers MediaGX allaient jusqu'à 333 MHz et rajoutèrent le support du MMX. Une seconde puce fut ajoutée pour étendre ses capacités vidéo.